# De Vachon
La famiglia de Vachon, originaria di Virieu, fu uno dei più illustri casati del Delfinato.

## Storia
Nel 1295, Antoine de Vachon, signore di Soivieux venne nominato dalla comunità di Virieu amministratore dell'Ospedale di Chélieu. Un secolo dopo la nomina di Antoine, sempre a Virieu, si trovano i suoi discendenti: Etienne de Vachon vivente nel 1454 padre di Pierre e di Antoine. Pierre fu padre di Antoine che combatté nell'esercito di Francesco I di Francia nel 1515 alla Battaglia di Marignano e che sposò Antoinette Garcin. Da questa coppia nacquero:  François marito di Anne de Catinel, Gabriel, Hugues sposato con Charlotte de Monet e padre di Claude. Antoine, fratello di Pierre, fu padre di Louis e di François.
Louis sposato con Marie de Fillon fu padre di Gaspard, luogotenente di Grésivaudan  sposato nel 1661 con Françoise Eyraud e a sua volta padre di Françoise (1668-1711) moglie di Amédée du Vivier de Lentiol (1661-1730),  Joseph,  Louis,  Gaspard,  Françoise 1676,  Jean Baptiste , Etienne.
François Vachon figlio di Antoine, fratello di Louis,  marito di Anne de Catinel fu padre di Jean e di François. 
Jean, marito nel 1564 di Méraude de Bellievre, fu padre di: Marc, signore di Bellegarde-Poussieu, la Madeleine e Veurey-Voroize, che sposò Isabeau de Chintré e fu padre di Claude. François, morto nel 1585,  fu signore di La Roche e di Belmont, avvocato al parlamento di Grenoble, presidente della Camera dei Conti per la Savoia (dipartimento) e il Piemonte nel 1540, presidente della Camera dei Conti a Grenoble nel 1559, vicepresidente del parlamento del Delfinato  nel 1578.  François sposò Anne de Rabot ed ebbe: Clémence moglie di Humbert de Gallien de Allien Châbons, Louis, Artus marito di Antoinette de Cognoz, Pierre, Isabeau moglie di Pierre de Gumin, Méraude moglie di Pierre Granet (Pietro Granetto), Marguerite moglie di Balthazard de Poterlat de Saint Ange .
- Dalla coppia Clémence-Humbert de Gallien de Allien Châbons nacque Lucréce moglie di Guillaume signore di La Buissière.
- Dalla coppia Artus-Antoinette de Cognoz nacquero: 1) Ennemond (1598-1660) sposato nel 1632 a Grenoble con Honora de Prunier, figlia di Laurent(1579-1650)[5]  e di Marguerite de Bellièvre e padre di Jean Baptiste Vachon de Belmont (1650-1700) sposato nel 1681 con Claire D'Agoult[6]. 2) Françoise moglie di François de Lemps (1609-167), signore di La Touvière e madre di Louis (1635-/1728) sposato con Louise Dulac
- Dalla coppia Méraude-Pierre de Granet (Pietro Granetto), nacquero : Louis,  magistrato morto senza figli e Anna che sposò Melchior de La Poype Signore di Saint- Julin, di Crémieu e di Montagnieu, capitano nelle truppe francesi di François de Bonne de Lesdiguières (1543-1626) nella guerra per la signoria del marchesato di Saluzzo.
- Dalla coppia Isabeau-Pierre de Gumin nacque Louise Elisabeth sposata con Just de Chaleon (1588-1664)
- Dalla coppia Marguerite-Balthazard de Poterlat de Saint Ange nacquero: Laurent, Jean e Jérome.

## Ramo Vachon de Belmont-Briançon
Nicolas de Cachon de Belmont (1687-1752), figlio di Jean Baptiste e marito di Justine-Angélique-Claire de La Porte, fu. avvocato e consigliere del parlamento di Grenoble e padre di François de Vachon de Belmont-Briançon (1721-1795),  marchese di Belmont, conte di Varces. François ereditò da suo cugino Nicolas le armi e il titolo di Briançon Si sposò nel 1761 con Jeanne Françoise De Saint Quentin de Blet figlia di Alexandre e di Marie Peyrenc de Saint Cyr (1704-1773) e fu padre di Anne Augustine Angélique , Rodolphe,, M Françoise
- Marie Anne Augustine Angélique (1762-1818) sposò François Edouard D'Agoult, 1746-1837 Luogotenente Generale della armate del re, figlio di César e di Catherine de Lovat (1725-1777). Da questo matrimonio nacque M Stéphanie1787-1855 sposata con Pierre de Chaponay (1755-1831) e madre di Amicie (1824-1851)
- Rodolphe (1770-1814) ciambellano di Napoleone I,  Cavaliere dell'Ordine de la Réunion, sposato con Clémentine Léonie Henriette De Choiseul d'Aillecourt (1775-1844),  figlia di Marie Gabriel (1752-1817) e di Adélaïde Gouffier (1752-1816). Da questo matrimonio nacque Alfred (1804-1857) ciambellano di Napoleone III.
- M Françoise sposata con Gabriel Nicolas (1751-1819), marchese di Dauvet.Mainneville figlio di Louis e di Angélique Groulart de Bogeffroy Da questo matrimonio nacquero Françoise moglie di Honoré Théodore D'Albert 1802-1867 , duca di Luynes  figlio di Paul André Charles (1783-1832) e di Françoise Ermessinde de Narbonne Pelet, dama di Palazzo dell'imperatrice Joséphine 1785-1813) e madre di Honoré (1823-1854), duca di   Chevreuse; Louis Florimond Gustave, marchese di Dauvet Mainneville Marquis che Vendette la terra di Mainneville nel 1836.

## Famiglie imparentate con i de Vachon
D'Agoult, d'Aurillac,  de Bogeffroy , de Bellievre , de Catinel, de Chintré, de Chaleon,  de Chaponay, De Choiseul d'Aillecourt ,  de Cognoz, D'Albert, D'Albert De Luynes,  DE Dauvet-Mainneville,  Dulac,  de Fillon, de Gallien de Allien Châbons, Garcin., de Genas, de Granet (vedi Granet (famiglia)),  Guerin,  de Gumin, d'Hyeres, de La Porte, de La Poype, de Lemps, Claudine de Loras,  de Lovat,  de Monet, DE Narbonne Pelet, De Pontèves, Poterlat de Saint Ange, de Prunier,  de Rabot, de Saint Cyr, de Saint-Quentin du Blet,  de Seytres, de Simiane, Vivier de Lentiol.